# Gópál Krišna Gókhalé
Gópál Krišna Gókhalé (maráthsky गोपाल कृष्‍ण गोखले) (9. května 1866 Maháráštra – 19. února 1915 Puné) byl představitel indického hnutí za nezávislost a vůdce umírněného křídla Indického národního kongresu. Narodil se v Ratnágiri v Maháráštře a zemřel v Bombaji. Patří mezi nejznámější nositele Řádu Indické říše.